# Dana Boente
Dana James Boente, född 7 februari 1954 i Carlinville, Illinois, är en amerikansk ekonom, jurist och advokat. Den 19 september 2013 tillträdde Boente som federal åklagare i delstaten Virginia.
Den 30 januari 2017 blev Boente utsedd till tillförordnad justitieminister, efter att den dåvarande tillförordnade justitieministern Sally Yates avskedats av USA:s president Donald Trump. Den 8 februari 2017 godkände USA:s senat Trumps nominering av Jeff Sessions som USA:s justitieminister, varpå Boente inte längre är tillförordnad justitieminister.